# William Langland
William Langland (ok. 1330 – ok. 1400) – angielski poeta, pochodzący prawdopodobnie z Ledbury, franciszkanin.
Przypisuje mu się autorstwo alegorycznego poematu epickiego Widzenie o Piotrze Oraczu (The Vision of William concerning Piers the Plowman).
Utwór ten jest obok Opowieści kanterberyjskich (The Canterbury Tales) Geoffreya Chaucera największym dziełem powstałym w języku średnioangielskim.